# До победы и дальше
«До победы и дальше» (макед.  До победата и по неа, серб. До победе и даље, хорв. Prije pobjede i dalje) — югославский кинофильм 1966 года. Режиссёр — Живорад Митрович. Фильм повествует о борьбе югославских партизан с болгарскими и немецкими оккупантами.

## Сюжет
В последний день немецкой оккупации жители небольшого македонского городка стали свидетелями очередного кровавого акта оккупантов — расстрела двенадцати мирных горожан, преданных местным коллаборационистом. В этом случае, как и много раз до этого, личность предателя остаётся неизвестной его согражданам. На следующий день партизаны входят в город, население принимает участие в возведении баррикад и предотвращает отступление противника из городка.
Болгарский майор со своими подчинёнными оказывается взят в плен. Комиссар партизанского отряда узнаёт, что среди расстрелянных был его сын, незадолго до этого отправленный в городок с заданием отыскать пособника оккупантов. Через некоторое время комиссар получает известие о его гибели и стоически принимает его. Он не позволяет своим людям отомстить убийцам.
После освобождения городка по просьбе народа те, кто по общественному мнению сотрудничал или имел какую-либо связь с оккупантами, обязаны быть отданными под народный суд. Все они, сопровождаемые длинной колонной сограждан, отправляются в соседний город, где их и будут судить. В пути проясняются судьбы некоторых из них, и группа обвиняемых уменьшается. В ходе расследования также оказывается раскрыт виновник многочисленных неудач партийной организации.
По пути после короткой перестрелки партизаны захватывают в плен нескольких немецких солдат. Они прибывают на вокзал, являющийся концом их пути. В то время как охваченные оптимизмом партизаны уезжают на поезде, их спутники остаются возле железной дороги, стоя в конце пути, который им придётся пройти ещё раз.

## В ролях
| Актёр             | Роль            |
| ----------------- | --------------- |
| Александар Гаврич | Пушкар          |
| Янеш Врховец      | Видан           |
| Петре Прличко     | Диме            |
| Милена Дравич     | Момата          |
| Вая Мирич         | Кремлёв         |
| Коле Ангеловски   | Боро            |
| Ристо Шишков      | Трайко          |
| Невена Коканова   | медсестра       |
| Милан Срдоч       | Митре Заревски  |
| Илья Милчин       | адвокат Страшев |
| Владимир Медар    | крепостной      |
| Димитар Киостаров | Камциев         |
| Драги Костовски   | Кирилл Нацев    |
| Драган Оцокольич  | Панче           |

## Награды и номинации
- Фильм «До победы и дальше» в 1966 году был отмечен премией «Золотая арена» международного фестиваля игрового кино в городе Пула — в номинации «лучший сценарий к фильму» (Симон Дракул).